# Quinteto para cuerdas (Schubert)

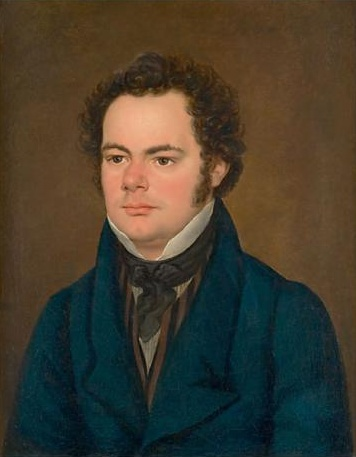
Retrato de Franz Schubert hecho por Anton Depauly (1827).

El Quinteto para cuerdas en do mayor (D. 956, Op. post. 163), a veces denominado Quinteto de violonchelo porque tiene partitura para un cuarteto de cuerdas estándar más un violonchelo extra en lugar de la viola extra que es más habitual en los quintetos de cuerda convencionales, es la última obra de cámara de Franz Schubert. Fue compuesto en 1828 y completado apenas dos meses antes de la muerte del compositor. La primera interpretación pública de la pieza no se produjo hasta 1850 y la publicación se produjo tres años después, en 1853. El único quinteto de cuerda en toda regla de Schubert, ha sido elogiado como «sublime» o «extraordinario» y como poseedor de un «patetismo sin fondo», y generalmente se considera como la mejor obra de cámara de Schubert, así como una de las mejores composiciones de toda la música de cámara.

## Historia
El quinteto de cuerda fue compuesto en el verano o principios del otoño de 1828,: 183  al mismo tiempo que Schubert compuso sus tres últimas sonatas para piano y varios de las canciones Schwanengesang. Lo completó a finales de septiembre o principios de octubre, solo dos meses antes de su muerte. Lo envió a uno de sus editores, Heinrich Albert Probst, para su consideración, diciendo que «finalmente he escrito un quinteto para 2 violines, 1 viola y 2 violoncelli ... el ensayo del quinteto comenzará en los próximos días. Si por casualidad alguna de estas composiciones le resultan recomendables, hágamelo saber». Probst respondió, pidiendo solo ver algunas de las obras vocales de Schubert y solicitando música de piano más popular. Incluso en esta etapa tan tardía de la carrera de Schubert, fue considerado un compositor que se centraba principalmente en canciones y piezas para piano, y definitivamente no fue tomado en serio como compositor de música de cámara.  La obra permaneció inédita en el momento de la muerte de Schubert en noviembre de 1828. El manuscrito se vendió al editor vienés Diabelli por el hermano de Schubert, Ferdinand, poco después, pero fue descuidado y de hecho esperó veinticinco años para su primera publicación en 1853. El manuscrito y todos los bocetos ahora se han perdido. La primera actuación pública conocida se produjo sólo tres años antes, el 17 de noviembre de 1850 en el Musikverein de Viena.

## Análisis musical

### Instrumentación y género
La obra es el único quinteto de cuerda en toda regla en la obra de Franz Schubert. Cuando comenzó a componerlo, ya había escrito un impresionante cuerpo de música de cámara para cuerdas, que incluía al menos quince cuartetos de cuerda, la mayoría de los cuales fueron compuestos para interpretación doméstica por el cuarteto de cuerda de su familia.
Schubert seleccionó la tonalidad de do mayor en un posible gesto hacia dos compositores a los que admiraba mucho, Mozart y Beethoven, quienes escribieron quintetos de cuerda en esa tonalidad, el Quinteto de cuerda n.° 3 K.515 de Mozart y el Quinteto de cuerda Op. 29 de Beethoven. Según Charles Rosen, el tema de apertura de la obra de Schubert emula muchas características del tema de apertura del quinteto de Mozart, como giros decorativos, longitudes irregulares de frases y arpegios en staccato ascendentes (estos últimos aparecen solo en la recapitulación de Schubert).
Pero mientras que los quintetos de cuerda de Mozart y Beethoven se componen para un cuarteto de cuerda aumentado por una segunda viola, Schubert adopta una instrumentación poco convencional, empleando dos violonchelos en lugar de dos violas, creando riqueza en el registro más grave. Antes de Schubert, Luigi Boccherini había reemplazado la segunda viola por un segundo violonchelo. Sin embargo, el uso que hace Schubert del segundo violonchelo es muy diferente al de Boccherini, quien usa el violonchelo adicional para crear una línea de viola adicional. Alfred Einstein ha propuesto que el uso de Schubert de un segundo violonchelo para realzar las cuerdas graves pudo haber sido sugerido por George Onslow, quien usó un contrabajo en algunos de sus quintetos.

### Estructura
El quinteto de cuerda consta de cuatro movimientos en el patrón habitual rápido-lento-scherzo-rápido:
1. Allegro ma non troppo
2. Adagio
3. Scherzo. Presto - Trio. Andante sostenuto
4. Allegretto

#### 1.Allegro ma non troppo
Al igual que otras obras tardías de Schubert (en particular, su Novena Sinfonía, la Sonata para piano en si bemol mayor, D. 960 y el Cuarteto de cuerdas en sol mayor, D.887), el quinteto se abre con un movimiento extremadamente expansivo: un Allegro ma non troppo que representa más de un tercio de la duración total de la pieza (típicamente, 50 minutos). El movimiento destaca por sus inesperados giros armónicos. La exposición, que dura 154 compases, comienza con un extenso acorde de do mayor: como en el Cuarteto de sol mayor, D. 887, Schubert aquí «presenta sus armonías, en lugar de una melodía memorable y bien contorneada, sin un pulso rítmico regular».: 183  Le sigue una música de movimiento y tensión que aumentan gradualmente, lo que lleva al segundo sujeto contrastante, en la inesperada tonalidad de mi ♭, introducido como un dúo entre los dos violonchelos. La exposición concluye con un acorde dominante (sol mayor) que conduce naturalmente al acorde tónico de apertura en la repetición. Sin embargo, después de la repetición de la exposición, Schubert comienza la sección de desarrollo con una atrevida modulación de dominante a submediante que «eleva la música mágicamente» de sol mayor a la mayor.

#### 2.Adagio
El segundo movimiento «sublime», uno de los raros adagios de Schubert,: 183  está en forma ABA (ternaria) de tres partes. Las secciones exteriores, en mi mayor, son de una tranquilidad de otro mundo, mientras que la sección central es intensamente turbulenta: irrumpe repentinamente en la tranquilidad en la tonalidad lejana de fa menor. Cuando vuelve la música de apertura, hay un pasaje de 32 notas en el segundo violonchelo que parece haber sido motivado por la turbulencia que vino antes. En los últimos tres compases del movimiento, Schubert se las arregla de alguna manera para unir todo el movimiento armónicamente con una modulación en fa menor de la sección media y un retorno inmediato a mi mayor.
El uso de una estructura ternaria para contrastar las tranquilas secciones exteriores con una turbulenta sección central se asemeja al segundo movimiento de su Sonata para piano en la mayor D. 959, compuesta al mismo tiempo que el quinteto.
La yuxtaposición de mi mayor y fa menor, tonalidades muy distantes, establece la importancia de la «relación tonal de segundo grado más bajo» (o supertónica bemol) «con la tónica» que será explotada en los movimientos tercero y cuarto.: 184 

#### 3.Scherzo
El scherzo, que comienza en do mayor, es sinfónico y de gran escala, con las cuerdas abiertas de los instrumentos graves explotadas de una manera innovadora que crea un volumen de sonido aparentemente más allá de las capacidades de cinco instrumentos de cuerda. La primera sección se mueve a la ♭ mayor y luego vuelve a do mayor. La sección central de este movimiento se mueve a mi ♭ mayor, luego si mayor, que es ♭ VI de ♭ III. El tema de do mayor vuelve al final. El trío está en re ♭ mayor, lo que crea otra importante relación supertónica bemol.

#### 4.Allegretto
El último movimiento es una sonata-rondó exuberante cuya forma se asemeja a la del final del quinteto en do mayor de Mozart.: 184  El tema principal muestra claras influencias húngaras. El movimiento está en do mayor, pero se basa en la interacción de los modos mayor y menor.: 184  Tiene características técnicas inusuales, como las dos notas finales: la supertónica bemol (re ♭) y la tónica (do), tocadas con fuerza en todas las partes.

## Legado
Después de que el quinteto de cuerdas de Schubert fuera estrenado y publicado tardíamente en la década de 1850, gradualmente ganó reconocimiento como una obra maestra.
Uno de los primeros admiradores fue Johannes Brahms, cuyo Quinteto para piano (1865) se inspiró en parte en la obra recién descubierta. Brahms, de hecho, escribió originalmente esa obra como un quinteto de cuerda con dos violonchelos (el complemento utilizado por Schubert) y solo más tarde lo reformuló como un quinteto de piano. El quinteto de piano de Brahms está en fa menor, tonalidad de la turbulenta sección central del Adagio de Schubert, mientras que el tercer movimiento recuerda el do menor/mayor del Quinteto de Schubert y ese movimiento termina de la misma manera que el final de Schubert, con un fuerte énfasis en la supertónica bemol re ♭, antes de la tónica do final.
El consenso actual sostiene que el Quinteto representa un punto alto en todo el repertorio de cámara.
Aunque no hay razón para creer que Schubert esperaba morir tan pronto después de componer la obra, el hecho de que el quinteto se completara apenas dos meses antes de su muerte ha inspirado a algunos oyentes a escuchar en él una especie de despedida o angustia por la muerte. Para John Reed, el quinteto prefigura la muerte de Schubert, terminando como lo hace con re ♭ seguido de do, tanto al unísono como en octavas: «Como dijo el Abt Vogler de [Robert] Browning, “Escucha, me he atrevido y hecho, porque mi lugar de descanso encontré, el do mayor de esta vida, así que, ahora intentaré dormir”». El violinista Joseph Saunders hizo grabar el segundo tema del primer movimiento en su lápida. El deseo de Arthur Rubinstein era que se tocara el segundo movimiento en su funeral.
El estado de ánimo quejumbroso del segundo movimiento lo hace popular como música de fondo para escenas pensativas o nocturnas en el cine. Entre ejemplos de su uso se incluyen Nocturne Indien, La solución final, The Human Stain y The Limits of Control. Además, el episodio 21 (Dead on Time) de la serie de televisión Inspector Morse se basa ampliamente en este quinteto, al igual que el episodio 16 (Lazaretto) de su precuela Endeavour, y ciertos episodios de la serie de la BBC de Desmond Morris, The Human Animal.

## Grabaciones destacadas
El quinteto de cuerdas de Schubert se ha grabado a menudo. La primera grabación fue realizada por el Cobbett Quartet en 1925. Dos grabaciones de principios de la década de 1950 son ampliamente citadas como legendarias: una actuación de 1952 con Isaac Stern y Alexander Schneider, violines; Milton Katims, viola; y Pau Casals y Paul Tortelier, violonchelos; y una actuación de 1951 del Hollywood String Quartet con Kurt Reher en el segundo violonchelo (una reedición en CD de 1994 de esta actuación recibió un premio Gramophone).
Entre las grabaciones modernas, la que presenta al Melos Quartet con Mstislav Rostropóvich (1977) ha sido aclamada y destaca por el tempo excepcionalmente lento adoptado para el Adagio. Posteriormente Rostropovich grabó el quinteto con el Emerson String Quartet (diciembre de 1990) con motivo del concierto de gala que celebra el 125 aniversario de BASF AG, Ludwigshafen. Existen algunas grabaciones del quinteto interpretadas con instrumentos de época, incluida una grabación de 1990 en el sello Vivarte con la siguiente formación: Vera Beths y Lisa Rautenberg, violines; Steven Dann, viola; y Anner Bylsma y Kenneth Slowik, violonchelos.